# 北京電視台
北京電視台（ペキンでんしたい、英語：China Beijing TV Station、略称：BTV） は中華人民共和国の国営放送局である。 中国語による放送を行う。

## 概要

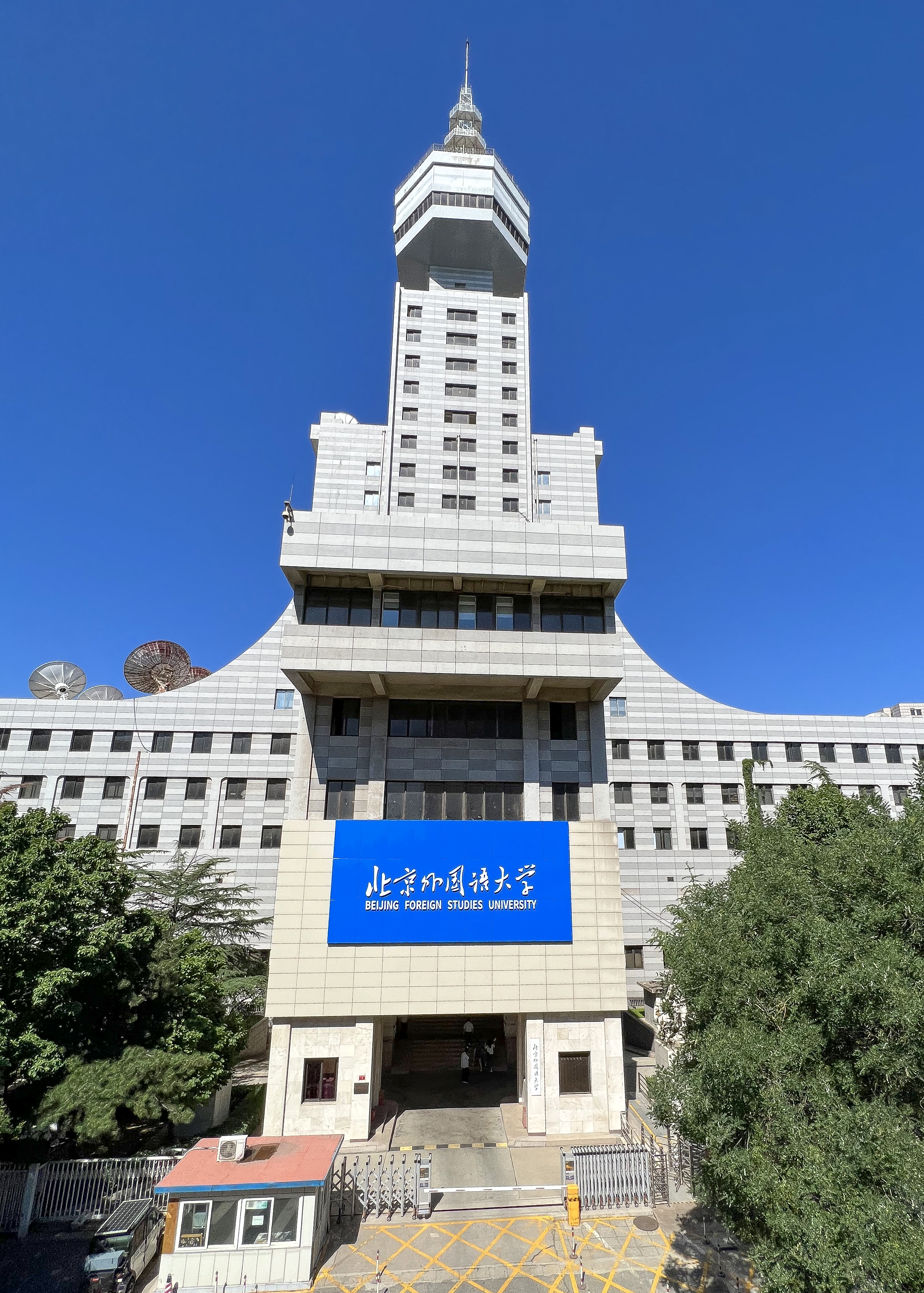
旧社屋

放送局は、北京にあり、主要な10のチャンネルで放送を行っている。
- BTV-1 - （北京衛視（北京卫视）としても知られる） 混合番組編成
- BTV-2 - 芸術番組
- BTV-3 - 教育番組
- BTV-4 - ドラマ番組
- BTV-5 - 経済番組
- BTV-6 - スポーツ番組
- BTV-7 - 生活情報番組
- BTV-8 - 青年向け番組
- BTV-9 - 北京都市情報番組
- BTV-10 - アニメ番組
- BTV劇場チャンネル - （京视剧场频道） テレビドラマチャンネル （デジタル放送）
- Loving Home Shopping Channel - （爱家购物频道） テレビショッピングチャンネル （デジタル放送）

もともと北京電視台は中国最初のテレビ局であったが、共産党の方針で「中国中央電視台」に改組された。これに伴い、首都北京で地域放送を行う組織が必要となったため、新たに設立されたのが今の北京電視台である。

## 段ボール肉まん
ダンボール肉まんは、北京テレビを発端に騒動となった。
最終的に、当局が北京テレビによる捏造と発表し、騒動は収まっている。
詳細は段ボール肉まんを参照。

## 北京テレビセンター
北京テレビセンター（ペキン－、Beijing TV Centre、簡体字: 北京电视中心）は、中華人民共和国北京市朝陽区の北京CBDにあるテレビ放送ビル、2006年に竣工した。北京電視台（BTV、北京テレビ）の本部として使用されている。高さは239メートル、41階建て。